# La Parrilla
La Parrilla – gmina w Hiszpanii, w prowincji Valladolid, w Kastylii i León, o powierzchni 44,78 km². W 2011 roku gmina liczyła 523 mieszkańców.